# Josh Tomlin
Joshua Aubry Tomlin (né le 19 octobre 1984 à Tyler, Texas, États-Unis) est un lanceur droitier des Indians de Cleveland de la Ligue majeure de baseball.

## Biographie

### Carrière scolaire et universitaire
Après des études secondaires à la Whitehouse High School de Whitehouse (Texas), Josh Tomlin suit des études supérieures à l'Angelina College à partir de 2003.  
Il est repêché le 7 juin 2005 par les Padres de San Diego au 11e tour de sélection. Tomlin repousse l'offre et retrouve l'Angelina College avant de rejoindre au printemps 2006 l'Université de Texas Tech où il porte les couleurs des Texas Tech Red Raiders.

### Ligues mineures
Josh Tomlin rejoint finalement les rangs professionnels à l'issue du repêchage amateur de 2006, où il est sélectionné au 19e tour par les Indians de Cleveland. Il signe son premier contrat professionnel le 9 juin 2006.
Il passe cinq saisons en Ligues mineures avec les Mahoning Valley Scrappers (A-, 2006), les Lake County Captains (A, 2007), les Indians de Kinston (A+, 2007-2008), les Bisons de Buffalo (AAA, 2008) et les Aeros d'Akron (AA, 2009) et les Clippers de Columbus (AAA, 2010).

### Ligue majeure
Tomlin est appelé en Ligue majeure à la suite de la blessure d'Aaron Laffey et fait ses débuts en Ligue majeure le 27 juillet 2010 avec les Indians de Cleveland, lors d'un match au Progressive Field face aux Yankees de New York. Il n'accorde qu'un point et trois coups sûrs en sept manches lancées pour éclipser son vis-à-vis CC Sabathia dans un gain de 4-1 des Indians. Tomlin mérite ainsi sa première victoire dans les grandes ligues.
Il lance son premier match complet en Ligue majeure le 24 septembre contre les Royals de Kansas City.
Lors de l'entraînement de printemps 2011, Tomlin dispute à Jeanmar Gómez, David Huff, Aaron Laffey et Anthony Reyes la place de cinquième lanceur partant dans la rotation des Indians. Il effectue 26 départs durant la saison, remportant 12 victoires contre 7 défaites avec une moyenne de points mérités de 4,25.

## Statistiques
| Saison | Équipe    | G  | GS | CG | SHO | V | D | SV | IP   | SO | ERA  |
| ------ | --------- | -- | -- | -- | --- | - | - | -- | ---- | -- | ---- |
| 2010   | Cleveland | 12 | 12 | 1  | 0   | 6 | 4 | 0  | 73.0 | 43 | 4,56 |
| Totaux | Totaux    | 12 | 12 | 1  | 0   | 6 | 4 | 0  | 73.0 | 43 | 4,56 |

Note : G = Matches joués ; GS = Matches comme lanceur partant ; CG = Matches complets ; SHO = Blanchissages ; 
V = Victoires ; D = Défaites ; SV = Sauvetages ; IP = Manches lancées ; SO = Retraits sur des prises ; ERA = Moyenne de points mérités.